# 나카노 신야
나카노 신야(일본어: 中野 伸哉, 2003년 8월 17일~)는 일본의 축구 선수이다.

## 구단 경력
2020년 J1리그의 사간 도스에 입단하였다. 2023년 감바 오사카로 이적했다.

## 국가대표팀 경력
그는 2019년 FIFA U-17 월드컵에 참가할 일본 U-17 국가대표팀에 발탁되었으며, 4경기에 출전했다.